# Мой любимый клоун (фильм)
«Мой любимый клоун» — советский художественный фильм по мотивам одноимённой повести Василия Ливанова.

## Сюжет
Молодой артист цирка — клоун Сергей Синицын (Олег Меньшиков) решает усыновить шестилетнего детдомовца Ваньку. Его жена Леся (страдающая бесплодием), которая была поначалу не против, под давлением своей матери, которая кичится мужем-академиком, противится решению об усыновлении. Дело идёт к разводу. Тем временем Сергей вместе со своим лучшим другом и напарником Романом готовит новый номер для будущих больших гастролей цирка. Ребёнок очень мешает его работе, но Роман вместе с женой Алисой помогают Сергею присматривать за Ванькой. Он постоянно спрашивает отца, где его мама, а тот объясняет, что мама в отъезде.
Прямо перед гастролями Ванька заболел, и Сергей вынужден остаться дома, чтобы ухаживать за сыном. Неожиданно состояние ребёнка резко ухудшается, необходимо экстренное переливание крови редкой группы. У Сергея в прошлом были серьёзные отношения с гимнасткой Полиной, но силовой жонглёр Рюмин в своё время пустил слух об интимных отношениях Полины с немецким дрессировщиком во время гастролей. Гордый и обидчивый, Синицын разорвал с ней отношения, но Полина продолжает его любить. Поспешно перебирая в памяти тех, кто мог бы дать кровь, Алиса вспоминает про Полину. Звонит ей, и Полина соглашается. Правда, коротко и ёмко высказывает Сергею, что о нём думает.
Ванька, очнувшись, видит на соседней койке Полину и говорит ей:

— Мама, это ты? Ты приехала?

## В ролях
| Актёр              | Роль                     |
| ------------------ | ------------------------ |
| Владимир Ильин     | Роман Самоновский        |
| Олег Меньшиков     | Сергей Синицын           |
| Татьяна Догилева   | Полина                   |
| Арчил Гомиашвили   | Паша Фокин               |
| Наталья Сайко      | Алиса Польди             |
| Илья Тюрин         | Ванька                   |
| Олег Стриженов     | Дим Димыч                |
| Евгений Гаврилин   | Валерий Рюмин — «Ващета» |
| Ольга Битюкова     | Леся Баттербардт         |
| Екатерина Зинченко | Ольга                    |
| Лионелла Пырьева   | Мальва Николаевна        |
| Андрей Смирнов     | врач                     |

## Съёмочная группа
- Автор сценария: Александр Адабашьян, Никита Михалков
- Режиссёр: Юрий Кушнерёв
- Оператор: Игорь Бек
- Композитор: Ольга Петрова
- Художник: Виктор Зенков